# Сокольник (Мазовецьке воєводство)
Сокольник (пол. Sokolnik) — село в Польщі, у гміні Мрози Мінського повіту Мазовецького воєводства.
Населення — 410 осіб (2011).
У 1975—1998 роках село належало до Седлецького воєводства.

## Демографія
Демографічна структура станом на 31 березня 2011 року:
|          | Загалом | Допрацездатний вік | Працездатний вік | Постпрацездатний вік |
| -------- | ------- | ------------------ | ---------------- | -------------------- |
| Чоловіки | 197     | 27                 | 140              | 30                   |
| Жінки    | 213     | 43                 | 110              | 60                   |
| Разом    | 410     | 70                 | 250              | 90                   |